# Мали Пожаревац
Мали Пожаревац је насеље у Градској општини Сопот, у Граду Београду. Према попису из 2022. било је 1287 становника.

## Историја
Мали Пожаревац се налази јужно од варошице Гроцке а на северу се граничи са Малом Иванчом. Нема података на основу којих бисмо са сигурношћу могли утврдити старост овога места. По предању, које се очувало, ово је насеље постојало још у XIV веку, јер је из њега „на Косово отишло седамдесет копљеника“. Има трагова који показују да је овде неко старо насеље. Северно од места налази се место Селиште. На овом је месту раније било село које је „насељено у оно време, када су Турци попалили „Кокорин“. Ово село је напуштено, веле, због чега се примакну ближе Раљи, на данашње место. Предање вели да је на Столицама било маџарско село, Престолиште. На томе се месту и данас налази на опеке.
Године 1722. у грочанском дистрикту, у нурији раиновачкој, помиње се село Пожаревац, које је тада имало 33 дома. Касније се, у арачким списковима, помиње Мали Пожаревац, који је имао 1818. године 75 кућа а 1822. године 36 кућа. По попису из 1921. године село је имало 195 кућа са 1176 становника.
По предању село је добило данашње име по пожару. Веле да је у старо доба у близини Раље постојало маџарско село Престолиште, које је за време ратова с Турцима попаљено и остало пусто, док се Срби нису почели насељавати на десној страни Раље. Тада је ту био пожар, по чему и место добије име Пожаревац, па је касније, за разлику од вароши Пожаревца, названо Мали Пожаревац.
Село су засновали први досељеници Симићи. Они су из Црне Горе пошли да траже плодну земљу и кад су дошли у Корин, запевао им петао те се они реше и ту остану. После њих су дошли Петровићи из Херцеговине, затим остале породице. Мали Пожаревац има цркву и школу саграђене у 19. веку. (подаци крајем 1921. године).
Овде се налазе железничка станица Мали Пожаревац и црква Светог пророка Илије у Малом Пожаревцу.

## Демографија
У насељу Мали Пожаревац живи 1201 пунолетни становник, а просечна старост становништва износи 41,7 година (40,6 код мушкараца и 42,7 код жена). У насељу има 469 домаћинстава, а просечан број чланова по домаћинству је 3,15.
Ово насеље је у великим делом насељено Србима (према попису из 2002. године).
У овом месту је рођен епископ Тихон Радовановић (1891-1951).
|  |

| Демографија | Демографија | Демографија |
| Година      | Становника  | Становника  |
| ----------- | ----------- | ----------- |
| 1948.       | 1.295       |             |
| 1953.       | 1.359       |             |
| 1961.       | 1.455       |             |
| 1971.       | 1.461       |             |
| 1981.       | 1.473       |             |
| 1991.       | 1.472       | 1.438       |
| 2002.       | 1.479       | 1.495       |

| Етнички састав према попису из 2002.‍ | Етнички састав према попису из 2002.‍ | Етнички састав према попису из 2002.‍ | Етнички састав према попису из 2002.‍ | Етнички састав према попису из 2002.‍ |
| ------------------------------------ | ------------------------------------ | ------------------------------------ | ------------------------------------ | ------------------------------------ |
|                                      |                                      |                                      |                                      |                                      |
| Срби                                 | Срби                                 |                                      | 1.453                                | 98,24%                               |
| Македонци                            | Македонци                            |                                      | 8                                    | 0,54%                                |
| Албанци                              | Албанци                              |                                      | 2                                    | 0,13%                                |
| Руси                                 | Руси                                 |                                      | 1                                    | 0,06%                                |
| Роми                                 | Роми                                 |                                      | 1                                    | 0,06%                                |
| Мађари                               | Мађари                               |                                      | 1                                    | 0,06%                                |
| Југословени                          | Југословени                          |                                      | 1                                    | 0,06%                                |
| непознато                            | непознато                            |                                      | 2                                    | 0,13%                                |

| Година пописа     | 1948. | 1953. | 1961. | 1971. | 1981. | 1991. | 2002. |
| ----------------- | ----- | ----- | ----- | ----- | ----- | ----- | ----- |
| Број домаћинстава | 296   | 323   | 359   | 392   | 411   | 428   | 469   |

| Број чланова      | 1  | 2   | 3  | 4  | 5  | 6  | 7  | 8 | 9 | 10 и више | Просек |
| ----------------- | -- | --- | -- | -- | -- | -- | -- | - | - | --------- | ------ |
| Број домаћинстава | 97 | 114 | 69 | 87 | 43 | 41 | 12 | 3 | 1 | 2         | 3,15   |

| Пол    | Укупно | Неожењен/Неудата | Ожењен/Удата | Удовац/Удовица | Разведен/Разведена | Непознато |
| ------ | ------ | ---------------- | ------------ | -------------- | ------------------ | --------- |
| Мушки  | 632    | 166              | 415          | 32             | 19                 | 0         |
| Женски | 642    | 112              | 405          | 106            | 18                 | 1         |
| УКУПНО | 1.274  | 278              | 820          | 138            | 37                 | 1         |

| Пол    | Укупно                    | Пољопривреда, лов и шумарство | Рибарство                            | Вађење руде и камена | Прерађивачка индустрија       |
| ------ | ------------------------- | ----------------------------- | ------------------------------------ | -------------------- | ----------------------------- |
| Мушки  | 326                       | 116                           | 0                                    | 0                    | 42                            |
| Женски | 212                       | 72                            | 0                                    | 0                    | 19                            |
| УКУПНО | 538                       | 188                           | 0                                    | 0                    | 61                            |
| Пол    | Производња и снабдевање   | Грађевинарство                | Трговина                             | Хотели и ресторани   | Саобраћај, складиштење и везе |
| Мушки  | 5                         | 32                            | 24                                   | 2                    | 59                            |
| Женски | 3                         | 1                             | 28                                   | 6                    | 5                             |
| УКУПНО | 8                         | 33                            | 52                                   | 8                    | 64                            |
| Пол    | Финансијско посредовање   | Некретнине                    | Државна управа и одбрана             | Образовање           | Здравствени и социјални рад   |
| Мушки  | 0                         | 7                             | 15                                   | 1                    | 11                            |
| Женски | 0                         | 6                             | 22                                   | 12                   | 31                            |
| УКУПНО | 0                         | 13                            | 37                                   | 13                   | 42                            |
| Пол    | Остале услужне активности | Приватна домаћинства          | Екстериторијалне организације и тела | Непознато            | Непознато                     |
| Мушки  | 8                         | 0                             | 0                                    | 4                    | 4                             |
| Женски | 4                         | 0                             | 0                                    | 3                    | 3                             |
| УКУПНО | 12                        | 0                             | 0                                    | 7                    | 7                             |

### Коришћена Литература
- Извор Монографија Подунавске области 1812—1927. објавјено (1927. г.)„Напредак Панчево,,
- „Летопис“: Подунавска места и обичаји Марина (Беч 1999. г.). Летопис период 1812–2009. г. Саставио од писаних трагова, летописа, по предању места у Јужној Србији, места и обичаји настанак села ко су били досељеници, чиме су се бавили мештани.
- Напомена

У уводном делу аутор је дао кратак историјски преглед овог подручја од праисторијских времена до стварање државе Краљевине Срба, Хрвата и Словенаца. Највећи прилог у овом делу чине ,»Летописи« и трудио се да не пропусти ниједну важну чињеницу у прошлости описиваних места.